# Agamopus lampros
Agamopus lampros är en skalbaggsart som beskrevs av Bates 1887. Agamopus lampros ingår i släktet Agamopus och familjen bladhorningar. Inga underarter finns listade i Catalogue of Life.